# Buddy gi'r en håndfuld øretæver
Buddy gi'r en håndfuld øretæver (Originaltitel: Occhio alla penna, Engelsk: Buddy Goes West) er en italiensk film fra 1981 instrueret af Michele Lupo. Filmen er en komedie i spaghettiwestern-genren. 

## Medvirkende i udvalg
- Bud Spencer – i rollen som Buddy
- Joe Bugner – i rollen som Sheriff Bronson